# Недашковская, Дарья Юрьевна
Дарья Юрьевна Недашковская (род. 14 октября 1984, Калуш) — украинская фехтовальщица, неоднократная победительница и призёр чемпионатов Украины, серебряный призёр чемпионата мира среди кадетов (2001), бронзовый призёр чемпионата Европы 2005, участница XXVIII летних Олимпийских игр, мастер спорта Украины международного класса (2005).

## Биография
Родилась 14 октября 1984 года в городе Калуше, Ивано-Франковская область. В восемь лет начала заниматься фехтованием на рапирах. В 1999 году перешла на саблю. В 2001 году получила звание мастер спорта Украины. Первый тренер — Валерий Штурбабин.
В 2004 году выступала на Олимпийских играх в Афинах, где уступила уже на первом этапе французской спортсменке Сесиль Аржиоле 9:15, заняв итоговое 21-е место.
В 2005 году в составе украинской команды завоевала «бронзу» чемпионата Европы (вместе с Ольгой Харлан, Еленой Хомровой и Галиной Пундик). В том же году Дарья получила звание Мастера спорта международного класса по фехтованию.
В 2007 году закончила спортивную карьеру из-за травмы. После окончания карьеры работала в Национальной федерации фехтования Украины. В 2012 году была комментатором на Первом национальном во время соревнований фехтовальщиков на Олимпийских играх.
В 2007 году окончила Киевский национальный университет имени Тараса Шевченко, специальность «экономическая кибернетика».
В 2007—2016 годах работала пресс-секретарём Национальной федерации фехтования Украины. Была комментатором соревнований фехтовальщиков во время Олимпийских игр 2008, 2012 и 2016 годов.